# Cinasas c-Jun N-terminal
Las cinasas c-Jun N-terminal (JNKs), originalmente identificadas como cinasas que unen y fosforilan a la proteína c-Jun en los residuos Ser63 y Ser73 en su dominio de activación transcripcional, son proteína cinasas activadas por mitógenos (MAPK) que responden a estímulos de estrés, como citoquinas, radiación ultravioleta, choque térmico y choque osmótico, y se encuentran implicadas tanto en el proceso de diferenciación de los linfocitos T, como en procesos de apoptosis.

## Isoformas
Las cinasas c-Jun N-terminal presentan 10 isoformas diferentes derivadas de 3 genes: jnk1, jnk2 y jnk3:
- JNK1 y JNK2 se encuentran en todo tipo de células y tejidos.[2]
- JNK3 se encuentra principalmente en cerebro, pero también puede encontrarse en corazón y en testículos.[2]

## Funciones
La proteína JNK1 está implicada en apoptosis, neurodegeneración, diferenciación celular y proliferación, procesos inflamatorios y producción de diversas citoquinas mediada por el factor de transcripción AP-1, tales como RANTES, IL-8 y GM-CSF. De igual modo, JNK1 ha demostrado estar implicada en la regulación de la proteína Jun mediante fosforilación y activación de la ubiquitín ligasa ITCH.
Las proteínas JNKs pueden asociarse con proteínas estructurales así como con las cinasas JNKK1 y JNKK2 continuando el proceso de activación.
Las JNKs modifican mediante fosforilación la actividad de numerosas proteínas que residen en la mitocondria o en el núcleo, con lo que regula diversas e importantes funciones celulares. Entre los diferentes estímulos que pueden activar a las JNKs cabe destacar: señales inflamatorias, variaciones en los niveles de las especies reactivas del oxígeno, radiación ultravioleta, inhibidores de la síntesis de proteínas y una variedad de señales de estrés. Una de las vías por las que se activan las JNKs es por medio de la interrupción de la conformación de proteínas sensibles a fosfatasas, ya que hay unas fosfatasas específicas que normalmente inhiben la actividad de JNK y de proteínas asociadas a la activación de JNK.